# Stazione di Genova San Quirico
Stazione di Genova San Quirico egy bezárt vasútállomás Olaszországban, Genova településen.

## Vasútvonalak
Az állomást az alábbi vasútvonalak érintik:
- Tortona-Genova-vasútvonal

## Kapcsolódó állomások
A vasútállomáshoz az alábbi állomások vannak a legközelebb:
- Stazione di Mignanego
- Stazione di Genova Sampierdarena
- Stazione di Genova Piazza Principe